# 巴讷
50°32′16″N 5°44′24″E / 50.5379°N 5.7401°E
巴讷（法語：Banneux，法語發音：[banø]）是一个比利时的小镇，它坐落于比利时瓦隆大区列日省，隶属于市镇斯普里蒙。该小镇脱离于先公共区路维涅，其位于列日市东南方30公里，通过该镇的公路自路维涅直到佩潘斯泰尔市。并以巴讷圣母朝圣地而闻名。

## 圣母朝圣地
今日巴讷是一个被认定的朝圣地点，在其出有治愈奇迹的水源。该地亦有为朝圣者开设的共300张床位的疗养院（巴讷圣母医院）。在每年朝圣季节五月到十月期间，每日都有为朝圣者举行的祝福与弥撒。该地朝圣组织由ASBL Banneux带领。
1985年，教宗若望保禄二世参观了该朝圣地并拜访了奇迹见证者 Mariette Beco。